# 井庄镇
井庄镇是中国北京市延庆区下辖的一个镇，位于县境中南部。

## 行政区划
井庄镇下辖31个村委会：井庄、胡营、柳沟、果树园、二司、三司、石河、王木营、东小营、房老营、宝林寺、艾官营、南老君堂、王仲营、东红山、张伍堡、西红山、八家、东沟、二道河、窑湾、老银庄、冯家庙、孟家窑、曹碾、箭杆岭、莲花滩、门泉石、碓石、北地、西三岔。

## 旅游景区
- 柳沟古城

## 美食
- 柳沟火盆锅